# Иван Пунчев
Иван Пунчев е български философ.

## Биография
Роден е в село (днес град) Грамада, Кулско, на 9 юни 1942 г. След завършване на средно училище постъпва в Софийския университет специалност физика, но на третата година се прехвърля и завършва специалност философия.
Женен, разведен, има един син.
Повече от 40 години работи във Философския институт при БАН (по-късно Институт за философски изследвания) в секция Логика. Има уникален принос в областта на диалектико-логическите системи. Всепризнат познавач на Хегел.
Продължител на концепцията „Космическа философия“ със значителни новаторски приноси.
Един от основателите на Интегралния клуб по прогностика, фантастика и евристика „Иван Ефремов“, автор на студии в областта на фантастологията и футурологията.
Научен ръководител на частния „Център за изследване на глобални системи“. Починал на 13 септември 2009 в София. Остави непубликувана книгата „Увод в системата на диалектическата логика“, която през 2015 г. бе издадена в четири тома от Фондация „Земята и хората“.
След смъртта му „Център за изследване на глобални системи“ приема неговото име и се заема да реализира, популяризира и доразвива научното наследство на Пунчев.